# Фуюань (Цзямусы)
Фуюа́нь (кит. упр. 抚远市, пиньинь Fǔyuǎn shi) — городской уезд городского округа Цзямусы провинции Хэйлунцзян (КНР).

## География
Уезд Фуюань на севере и востоке граничит с Российской Федерацией, на западе — с городским уездом Тунцзян, на юге — с городским округом Шуанъяшань.

## История
В 1909 году в этих местах была образована область Суйюань (绥远州), подчинённая Линьцзянской управе. После Синьхайской революции в Китае была произведена реформа структуры административного деления, в ходе которой области были упразднены, и в 1913 году область Суйюань была преобразована в уезд Суйюань (绥远县) провинции Гирин. В 1929 году уезд Суйюань был переименован в Фуюань.
В 1932 году в Маньчжурии японцами было создано марионеточное государство Маньчжоу-го. 1 декабря 1934 года в Маньчжоу-го было произведено изменение административно-территориального деления, и уезд Фуюань оказался в составе новой провинции Саньцзян.
В 1945 году  Маньчжурия была освобождена Советской армией; в ходе боевых действий советскими войсками был высажен Фуюаньский десант. После войны правительство Китайской республики приняло программу нового административного деления Северо-Востока, и провинции Саньцзян и Бэйань были объединены в провинцию Хэцзян. В мае 1949 года провинция Хэцзян была присоединена к провинции Сунцзян, а в 1954 году провинция Сунцзян была присоединена к провинции Хэйлунцзян.
В 1985 году уезд Фуюань вошёл в состав новообразованного городского округа Цзямусы.
В 2016 году уезд Фуюань был преобразован в городской уезд.

## Административное деление
Уезд Фуюань делится на 4 посёлка и 5 волостей:
| № | Название   | Название (кит.) | Статус  | Население чел. (2010) | На карте                         |
| - | ---------- | --------------- | ------- | --------------------- | -------------------------------- |
| 1 | Фуюань     | 抚远镇          | поселок | 40552                 | 48°21′43″ с. ш. 134°17′31″ в. д. |
| 2 | Ханьцунгоу | 寒葱沟镇        | поселок | 12175                 | 48°00′02″ с. ш. 134°08′21″ в. д. |
| 3 | Нунцяо     | 浓桥镇          | поселок | 10065                 | 48°11′14″ с. ш. 134°17′03″ в. д. |
| 4 | Чжуацзи    | 抓吉镇          | поселок | 8145                  | 48°10′12″ с. ш. 134°38′57″ в. д. |
| 5 | Хайцин     | 海青乡          | волость | 8117                  | 47°52′09″ с. ш. 134°38′59″ в. д. |
| 6 | Тунцзян    | 通江乡          | волость | 5296                  | 48°21′09″ с. ш. 134°24′28″ в. д. |
| 7 | Бэйлахун   | 别拉洪乡        | волость | 4375                  | 47°55′29″ с. ш. 134°22′35″ в. д. |
| 8 | Янань      | 鸭南乡          | волость | 3571                  | 48°01′41″ с. ш. 134°03′10″ в. д. |
| 9 | Нунцзян    | 浓江乡          | волость | 3418                  | 48°16′54″ с. ш. 134°17′11″ в. д. |

## Экономика
Сельское хозяйство является главным сектором экономики. Уезд является важным центром выращивания риса и клюквы, а также разведения пресноводной рыбы (амурского осетра). Также здесь активно развивается экологический и лечебно-оздоровительный туризм.

## Транспорт
Речной порт Манцзита является важным логистическим узлом во внешней торговле с Россией (экспорт механического оборудования и электромобилей, импорт угля, древесины и медного порошка).

## Достопримечательности
- Остров Хэйсяцзы («Остров черного медведя»)[6]
  - Площадь «Восточный полюс» с 40-метровым монументом
  - Парк диких гималайских медведей
  - Пагода «Восточный полюс»
- Кумирня Байсые (白四爷庙)